# Figueroa
Figueroa ist ein spanischer Familienname.

## Namensträger

### A
- Adrian Figueroa (* 1984), deutscher Regisseur und Videokünstler
- Alberto Figueroa de Achá (1920–1965), bolivianischer Fußballspieler, siehe Alberto Achá
- Alberto Figueroa Morales (* 1961), puerto-ricanischer Geistlicher, Bischof von Arecibo
- Alberto Vázquez-Figueroa (* 1936), spanischer Schriftsteller
- Alejandro Figueroa Medina (1925–2000), venezolanischer römisch-katholischer Geistlicher, Bischof von Guanare
- Alonso de Figueroa y Córdoba (um 1584–1652), spanischer Offizier
- Álvaro Figueroa Torres (1863–1950), spanischer Politiker
- Álvaro de Figueroa (1893–1950), spanischer Polospieler
- Andrés Figueroa (Skirennläufer, 1963) (* 1963), chilenischer Skirennläufer
- Andrés Figueroa (Skirennläufer, 1996) (* 1996), chilenischer Skirennläufer
- Andrés Figueroa Figueroa (1884–1936), mexikanischer General und Politiker
- Ángela Figueroa (* 1984), kolumbianische Leichtathletin
- Angelín Figueroa (* 1994), puerto-ricanische Leichtathletin
- Antonio Figueroa (1929–2012), mexikanischer Fußballspieler

### B
- Braulio Caballero Figueroa (* 1998), mexikanischer Dirigent, Organist und Cembalist

### C
- Carlos Figueroa (Reiter) (1931–2012), spanischer Reiter
- Carlos Figueroa (Fußballspieler) (* 1980), guatemaltekischer Fußballspieler
- Carlos Figueroa (Judoka) (* 1985), salvadorianischer Judoka
- Carlos Figueroa (Schlagzeuger), Schlagzeuger
- Catalina Figueroa (* 2005), chilenische Fußballspielerin
- Christopher Díaz Figueroa (* 1990), guatemaltekischer Tennisspieler
- Claudio Figueroa (* 1960), chilenischer Fußballspieler

### D
- Darío Figueroa (* 1978), argentinischer Fußballspieler
- Diego Núñez de Figueroa († 1613), römisch-katholischer Geistlicher

### E
- Elías Figueroa (Fußballspieler, 1946) (Elías Ricardo Figueroa Brander; * 1946), chilenischer Fußballspieler
- Elías Figueroa (Fußballspieler, 1988) (Elías Ricardo Figueroa Silva; * 1988), uruguayischer Fußballspieler
- Emigdio Duarte Figueroa (* 1968), mexikanischer Geistlicher, Weihbischof in Culiacán
- Emiliano Figueroa Larraín (1866–1931), chilenischer Politiker, Präsident 1910 und 1925 bis 1927
- Erik Figueroa (* 1991), schwedischer Fußballspieler
- Estanislao Alcaraz y Figueroa (1918–2006), mexikanischer Geistlicher, Erzbischof von Morelia

### F
- Federico Brito Figueroa (1921–2000), venezolanischer Historiker und Anthropologe
- Fernando Figueroa (1849–1919), salvadorianischer Präsident 1885 und 1907 bis 1911
- Fernando Figueroa (Fußballspieler) (1925–2011), mexikanischer Fußballspieler

### G
- Gabriel Figueroa (Kameramann) (1907–1997), mexikanischer Fotograf und Kameramann
- Gabriel Figueroa (Architekt) (Gabriel Figueroa Flores; * 1952), mexikanischer Architekt, Fotograf und Kameramann
- Gabriel Figueroa (Handballspieler, 1989) (* 1989), chilenischer Handballspieler
- Gabriel Figueroa (Handballspieler, 2001) (* 2001), paraguayischer Handballspieler
- Gadiel Figueroa Robles (* 1985), puerto-ricanischer Fußballspieler
- Gary Figueroa (* 1956), US-amerikanischer Wasserballspieler
- Gloria Montenegro Figueroa (* 1956), peruanische Politikerin
- Guillermo Figueroa (* 1953), puerto-ricanischer Geiger und Dirigent

### H
- Henry Figueroa (Henry Adalberto Figueroa Alonzo, * 1992), honduranischer Fußballspieler
- Hernán Figueroa (1927–2013), chilenischer Leichtathlet

### J
- Jacinto Figueroa, uruguayischer Politiker
- Jaime Figueroa (1910–2003), puerto-ricanischer Geiger
- John Figueroa († 2011), dominikanischer Radsportler
- José Figueroa (General) (1792–1835), mexikanischer General und Gouverneur
- José de Figueroa (1897–1920), spanischer Polospieler
- José Figueroa (Fußballspieler), uruguayischer Fußballspieler
- José Figueroa (Judoka) (José Luis Figueroa Martínez; * 1970), puerto-ricanischer Judoka
- José Figueroa (Moderner Fünfkämpfer) (José Figueroa García; * 1991), kubanischer Moderner Fünfkämpfer
- José Figueroa Alcorta (1860–1931), argentinischer Politiker, Präsident 1906 bis 1910
- José Figueroa Gómez (* 1946), kolumbianischer Geistlicher, Bischof von Granada en Colombia
- Julia Figueroa (* 1991), spanische Judoka
- Julián Figueroa (1995–2023), mexikanischer Singer-Songwriter, Musiker und Schauspieler

### L
- Leonardo de Figueroa (um 1650–1730), spanischer Architekt
- Lucia Figueroa (* 1945), argentinische Bildhauerin
- Luciano Figueroa (* 1981), argentinischer Fußballspieler
- Luis Pedro Figueroa (* 1982), chilenischer Fußballspieler
- Luis Rodríguez Figueroa (1875–1936), spanischer Schriftsteller und Politiker

### M
- Manuel Figueroa (1904–1986), chilenischer Fußballspieler
- Marcelo Figueroa (* 1957), argentinischer Geistlicher und Journalist
- Marco Antonio Figueroa (* 1962), chilenischer Fußballspieler und -trainer
- Maynor Figueroa (* 1983), honduranischer Fußballspieler

### N
- Natalia González Figueroa (* 1979), argentinische Pianistin

### O
- Omar Figueroa (* 1989), US-amerikanischer Boxer
- Óscar Figueroa (* 1983), kolumbianischer Gewichtheber

### P
- Pedro de Castro y Figueroa (1678–1741), Vizekönig von Neuspanien
- Pedro I. Fernández de Córdoba y Figueroa (1518–1552), spanischer Militär

### Q
- Quique Figueroa (* 1964), puerto-ricanischer Segler

### R
- Rafael Figueroa (* 1983), mexikanischer Fußballspieler
- Roberto Figueroa (1904–1989), uruguayischer Fußballspieler
- Rodulfo Figueroa Aramoni (* 1942), mexikanischer Diplomat
- Rodulfo Figueroa Esquinca (1866–1899), mexikanischer Dichter

### S
- Sammy Figueroa (* 1948), US-amerikanischer Perkussionist
- Saúl Figueroa Albornoz (* 1947), venezolanischer Priester, Bischof von Puerto Cabello

### T
- Tomás de Figueroa (1747–1811), spanischer Offizier und Putschist